# 白川修一郎
白川修一郎（しらかわ しゅういちろう、1949年- ）は、日本の医学者・睡眠学者。

## 人物・来歴
福岡県生まれ。東邦大学医学部大学院修了。1990年「睡眠中の体動の動態とその役割」で医学博士。国立精神・神経医療研究センター客員研究員、江戸川大学客員教授などを務めた。

## 著書
- 『眠りで育つ子どもの力』 (シリーズアクティブキッズ! 東京書籍, 2008.8
- 『「睡眠力」を上げる方法 脳も体もガラリと変わる!』永岡書店, 2013.4
- 『ビジネスパーソンのための快眠読本』ウェッジ, 2016.5
- 『命を縮める「睡眠負債」を解消する 科学的に正しい最速の方法』祥伝社, 2018.7

### 共編著
- 『おもしろ看護睡眠科学』編著. メディカ出版, 1999.12
- 『睡眠とメンタルヘルス 睡眠科学への理解を深める』編(シリーズこころとからだの処方箋 ゆまに書房, 2006.6
- 『基礎講座睡眠改善学』堀忠雄共監修, 堀忠雄 ほか著, 日本睡眠改善協議会編. ゆまに書房, 2008.2
- 『応用講座睡眠改善学』堀忠雄,福田一彦共監修, 堀忠雄 ほか 著, 日本睡眠改善協議会編. ゆまに書房, 2013.4
- 『睡眠マネジメント 産業衛生・疾病との係わりから最新改善対策まで』高橋正也共監修. エヌ・ティー・エス, 2014.11

## 論文
- ＜白川修一郎